# Bob Hunter
Robert Lorne Hunter (13 oktober 1941 - 2 mei 2005) was een Canadees journalist en activist. Hij was tevens mede-oprichter en de eerste voorzitter van Greenpeace.
Bob Hunter was als verslaggever sinds de jaren zestig verbonden aan dagbladen in Winnipeg en Toronto. Hij richtte zich vooral op culturele en milieukwesties.
In 1969 was hij een der oprichters van het "Don't make a wave"-comité, dat zich richtte tegen Amerikaanse atoomproeven in de Noordelijke IJszee. In 1971 werd hiertoe een expeditie ondernomen met een aangekocht oud schip, dat voor de gelegenheid werd omgedoopt in "Greenpeace".
In 1972 richtten Hunter, Paul Watson en Patrick Moore de organisatie Greenpeace op, waarvan Hunter de eerste voorzitter werd. Doel was om door vreedzame acties een einde te maken aan de jacht op walvissen en zeehonden en aan nucleaire activiteiten in de oceanen en zeeën van de wereld.
Hunter drukte zijn stempel op de communicatievorm van Greenpeace, die de organisatie snel deed groeien. Zelf koos hij later voor minder geweldloze acties en hij steunde de nieuwe organisatie Sea Shepherd, van zijn vriend Watson. Nadat Hunter stierf aan prostaatkanker, noemde Watson een van de schepen van Sea Shepherd de 'Robert Hunter'.